# Covidiot
Covidiot (englisch covidiot oder auch covidiocy, ‚Covidiotie‘) ist ein 2020 im Zuge der COVID-19-Pandemie entstandener Neologismus. Die Begriffe COVID und Idiot wurden zu einem Kofferwort. Der Begriff beschreibt in pejorativer Weise Personen, die die Existenz der Erkrankung Covid-19 bzw. des SARS-CoV-2-Virus leugnen (Corona-Leugner oder COVID-Leugner), an Falschinformationen oder Verschwörungstheorien zur Pandemie glauben bzw. diese weiterverbreiten. Das Wort „covidiot“ ist seit März 2020 im englischsprachigen Urban Dictionary nachweisbar und wird sowohl in sozialen Netzwerken als auch in der Presse verwendet.

## Bedeutung
Die abwertende Bedeutung bekommt der Begriff auch dadurch, dass Personen mit diesem Wort bedacht werden, die angesichts einer gesellschaftlichen Krise ihr persönliches Wohlergehen über das anderer stellen, z. B. dadurch, dass sie Schutzvorschriften wie das Tragen von Mund-Nasen-Schutz oder andere Regeln bewusst missachten.
Gemeint sind Personen, die sich in ggf. sich überschneidenden Informationsblasen bewegen und damit einem Echokammer-Effekt unterliegen, was zu einer Verengung der Weltsicht und zu Bestätigungsfehlern oder anderen kognitiven Verzerrungen führen kann.
Es werden immer wieder ähnliche Ansichten gehört bzw. gelesen; z. B. dass es das Coronavirus gar nicht gäbe oder dass das Tragen von Mund-Nasen-Schutz eine unnötige und sogar gefährliche Maßnahme sei. Wird die Filterblase nicht verlassen, so führt dies zu einer kontinuierlichen Bestätigung nachweislich falscher Behauptungen oder „Halbwahrheiten“ bis hin zur Ansicht, dass über die etablierten Massenmedien, das Robert Koch-Institut, die „Schulmedizin“ etc. bewusst Unwahrheiten verbreitet würden („Lügenpresse“) und die Wahrheit nur auf bestimmten „unzensierten“ Kanälen außerhalb davon, etwa auf YouTube oder Telegram, zu finden sei.

## Rezeption
Eine Verwendung des Schimpfwortes lässt sich seit dem Beginn der Pandemie in Deutschland für z. B. März 2020 nachweisen.
Es wird auch, etwa auf Twitter, als Hashtag verwendet: #Covidioten.
Es wurde im Bayerischen Rundfunk kritisiert, dass der Begriff „herablassend“ einen komplexen Sachverhalt „unsinnig“ zusammenfasse. Auch Pia Lamberty ist der Ansicht, dass ein „Abstempeln“ von Verschwörungsgläubigen als Covidioten nicht weiterführe. Da „Verschwörungsglaube nicht binär gemessen“ werde, sondern es eine Skala zwischen „sehr verschwörungsgläubig oder überhaupt nicht verschwörungsgläubig“ gebe, müsse man sich mit den Ideologien der so Bezeichneten auseinandersetzen. Christian Baron sieht die Verwendung des Begriffs als Ausdruck dafür, dass „Teile der Linken die Menschen [offenbar] ab[lehnen], die sie zu vertreten vorgeben.“ Bei dem Begriff schwinge die „Unterstellung mit, diese Menschen seien dumm. Und dumm zu sein, das ist im gesellschaftlichen Bewusstsein seit Jahrzehnten eng mit einem Leben in Armut verknüpft.“ Da „Idiot“ in der Gegenwart oft für bildungsschwache Menschen verwendet wird, in der Zeit des Nationalsozialismus für Menschen mit psychischen Erkrankungen verwendet wurde und somit ableistisch und klassistisch geprägt ist, lehnen Teile der linken Szene den Begriff ab. Es wird auch kritisiert, dass Begriffe wie „krank“ oder „verrückt“ absichtlich unsolidarische Verhaltensweisen der Demonstranten legitimierten und die Gefahr, die sie darstellten, verharmlosten.

## Rechtliche Aspekte
Die SPD-Vorsitzende Saskia Esken verwendete #Covidioten als Hashtag als Bezeichnung für die Teilnehmer einer Demonstration Anfang August 2020 in Berlin, bei der die Demonstranten gegen das Infektionsschutzgesetz (Gesetzestext) verstießen. Darauf folgende Anzeigen wegen Beleidigung wurden von der Staatsanwaltschaft Berlin ohne Einleitung von Ermittlungen eingestellt. Die Staatsanwaltschaft vertrat die Auffassung, die „zugespitzte Bezeichnung“ Covidiot sei „als Meinungsäußerung in der politischen Auseinandersetzung in der Corona-Pandemie nicht strafbar und von der verfassungsrechtlich geschützten Meinungsfreiheit (Art. 5 Abs. 1 GG) gedeckt.“ Sie wies allerdings darauf hin, dass Esken damit auf diejenigen Teilnehmer abgezielt habe, die „gegen geltende Hygiene- und Abstandsregeln auf Grundlage des Infektionsschutzgesetzes und der insoweit erlassenen Rechtsverordnungen verstoßen haben“.